# Miss Isole Marianne Settentrionali
Miss Isole Marianne Settentrionali è un concorso di bellezza femminile che si tiene annualmente nelle Isole Marianne Settentrionali e nel quale vengono decise le rappresentanti nazionali per Miss Universo e Miss International. Il concorso è organizzato dall'agenzia di talenti non profit Stellar Marianas.

## Albo d'oro
| Anno | Vincitrice                       | Rappresentanza       | Piazzamento/Note |
| ---- | -------------------------------- | -------------------- | ---------------- |
| 1976 | Candelaria Flores Borja          | As Teo               |                  |
| 1977 | Margarita Benavente Camacho      | San Vicente          |                  |
| 1978 | Julia Salas Concepcion           | Chalan Kanoa Dist.#1 |                  |
| 1979 | Barbara Torres                   | Capitol Hill         |                  |
| 1980 | Angelina Camacho Chong           | Garapan              |                  |
| 1981 | Juanita Masga Mendiola           | Tinian               | Non partecipa    |
| 1982 | Sheryl Sonoda Sizemore           | Navy Hill            |                  |
| 1983 | Thelma Mafnas                    | Sadog Tasi           |                  |
| 1984 | Porsche Salas                    | Gualo Rai            |                  |
| 1985 | Antoinette Marie Flores          | Susupe               |                  |
| 1986 | Christine Guerrero               | Capitol Hill         |                  |
| 1987 | Luciana Seman Ada                | Fina Sisu            |                  |
| 1988 | Ruby Jean Hamilton               | Gualo Rai            |                  |
| 1989 | Teresa Wamar                     | San Antonio          | Non partecipa    |
| 1990 | Edwina Taitano Menzies           | Tinian               |                  |
| 1991 | Sharon Rosario                   | Chalan Lau Lau       |                  |
| 1992 | Imelda Antonio                   | Puerto Rico          |                  |
| 1993 | Victoria Taisakan Tudela         | Chinatown            |                  |
| 1994 | Elizabeth Tomokane               | Gualo Rai            |                  |
| 1995 | Karah Kirschenheiter             | Capitol Hill         |                  |
| 1996 | Kathleen Williams                | Tanapag              | Non partecipa    |
| 1997 | Melanie Sibetang                 | Oleai                |                  |
| 1998 | Helene Yun Lizama                | Dan Dan              |                  |
| 1999 | Cherlyn Cabrera                  | Garapan              |                  |
| 2001 | Janet Han King                   | Tinian               |                  |
| 2002 | Virginia Ann Gridley             | Chalan Kanoa         |                  |
| 2003 | Kimberly Castro Reyes            | Gualo Rai            | Non partecipa    |
| 2004 | Tracy Lynn Del Rosario           | Koblerville          | Non partecipa    |
| 2006 | Shequita Deleon Guerrero Bennett | Kagman               |                  |
| 2009 | Sorene Aldan Maratita            | Kagman               |                  |